# Élections sénatoriales de 2020 dans le Haut-Rhin
Les élections sénatoriales dans le Haut-Rhin ont lieu le dimanche 27 septembre 2020. Elles ont pour but d'élire les sénateurs représentant le département au Sénat pour un mandat de six années.

## Contexte départemental
Lors des élections sénatoriales de 2014 dans le Haut-Rhin, quatre sénateurs ont été élus selon un mode de scrutin proportionnel.
Depuis, tous les effectifs du collège électoral des grands électeurs ont été renouvelés, avec les élections départementales de 2015, les élections régionales de 2015, les élections législatives de 2017 et les élections municipales de 2020.

## Sénateurs sortants
| Sénateur | Sénateur             | Parti | Fonctions lors de l'élection en 2014                                                           |
| -------- | -------------------- | ----- | ---------------------------------------------------------------------------------------------- |
|          | Catherine Troendlé   | LR    | Sénatrice sortante, maire de Ranspach-le-Bas                                                   |
|          | René Danesi          | LR    | Conseiller régional, maire de Tagsdorf                                                         |
|          | Jean-Marie Bockel    | UDI   | Sénateur sortant, président de Mulhouse Alsace Agglomération, conseiller municipal de Mulhouse |
|          | Patricia Schillinger | LREM  | Sénatrice sortante                                                                             |

## Présentation des listes et des candidats
Les nouveaux représentants sont élus pour une législature de 6 ans au suffrage universel indirect par les 1 966 grands électeurs du département. Dans le Haut-Rhin, les sénateurs sont élus au scrutin proportionnel plurinominal. Leur nombre reste inchangé, quatre sénateurs sont à élire et six candidats doivent être présentés sur la liste pour qu'elle soit validée. Chaque liste de candidats est obligatoirement paritaire et alterne entre les hommes et les femmes. Plusieurs listes seront déposées dans le département. Elles sont présentées ici dans l'ordre de leur dépôt à la préfecture et comportent l'intitulé figurant aux dossiers de candidature.

### Unser Land
| N° | Candidats | Candidats                   | Parti      | Principales fonctions               |
| -- | --------- | --------------------------- | ---------- | ----------------------------------- |
| 01 |           | Jean-Georges Trouillet      | Unser Land |                                     |
| 02 |           | Marie-Christine Huber-Braun | Unser Land |                                     |
| 03 |           | Jean-Denis Zoellé           | Unser Land | Adjoint au maire de Knœringue       |
| 04 |           | Ghislaine Rouge             | Unser Land | Conseillère municipale d'Ungersheim |
|    |           |                             |            |                                     |
| 05 |           | Laurent Roth                | Unser Land | Conseiller municipal de Kingersheim |
| 06 |           | Céline Wira                 | Unser Land | Conseillère municipale de Largitzen |

### Parti socialiste
| N° | Candidats | Candidats           | Parti | Principales fonctions                                     |
| -- | --------- | ------------------- | ----- | --------------------------------------------------------- |
| 01 |           | Antoine Homé        | PS    | Maire de Wittenheim                                       |
| 02 |           | Marie Baumier-Gurak | PS    | Conseillère municipale de Thann                           |
| 03 |           | Marcello Rotolo     | PS    | Maire de Soultz-Haut-Rhin                                 |
| 04 |           | Nadège Florentz     | PS    | Conseillère municipale de Sainte-Marie-aux-Mines          |
|    |           |                     |       |                                                           |
| 05 |           | Jean Zurbach        | PS    | Maire de Bettendorf                                       |
| 06 |           | Cléo Schweitzer     | PS    | Conseillère régionale, conseillère municipale de Mulhouse |

### Europe Écologie Les Verts
| N° | Candidats | Candidats                | Parti | Principales fonctions               |
| -- | --------- | ------------------------ | ----- | ----------------------------------- |
| 01 |           | Yann Flory               | DVG   |                                     |
| 02 |           | Bernadette Hert-Brender  | DVG   | Adjointe au maire de Wattwiller     |
| 03 |           | Flavien Ancely-Frey      | EÉLV  | Conseiller municipal de Colmar      |
| 04 |           | Claudine François-Wilser | MÉI   | Adjointe au maire de Thann          |
|    |           |                          |       |                                     |
| 05 |           | Pierre Freyburger        | G·s   |                                     |
| 06 |           | Suzanne Rousselot        | EÉLV  | Conseillère municipale de Labaroche |

### La République en marche
| N° | Candidats | Candidats            | Parti | Principales fonctions                                 |
| -- | --------- | -------------------- | ----- | ----------------------------------------------------- |
| 01 |           | Patricia Schillinger | LREM  | Sénatrice sortante                                    |
| 02 |           | Ludovic Haye         | Agir  | Maire de Rixheim                                      |
| 03 |           | Émilie Helderlé      | DVD   | Conseillère départementale, adjointe au maire d'Orbey |
| 04 |           | Franck Dudt          | LREM  | Maire de Le Haut Soultzbach                           |
|    |           |                      |       |                                                       |
| 05 |           | Josiane Bigel        | LREM  | Maire de Widensolen                                   |
| 06 |           | Vincent Gassmann     | LREM  | Maire de Chavannes-sur-l'Étang                        |

### Divers droite
| N° | Candidats | Candidats        | Parti | Principales fonctions                                   |
| -- | --------- | ---------------- | ----- | ------------------------------------------------------- |
| 01 |           | Christian Debève | MR    | Conseiller régional                                     |
| 02 |           | Cécile Mamprin   | DVD   | Maire de Vœgtlinshoffen                                 |
| 03 |           | Gilles Fremiot   | DVD   | Maire de Heidwiller                                     |
| 04 |           | Claudine Ganter  | LR    | Conseillère régionale, conseillère municipale de Colmar |
|    |           |                  |       |                                                         |
| 05 |           | Cyrille Ast      | DVD   | Adjoint au maire de Saint-Amarin                        |
| 06 |           | Anne Gerhart     | DVD   | Adjointe au maire d'Illzach                             |

| N° | Candidats | Candidats        | Parti | Principales fonctions                 |
| -- | --------- | ---------------- | ----- | ------------------------------------- |
| 01 |           | Guillaume Sevin  | DVD   | Conseiller municipal de Bantzenheim   |
| 02 |           | Anna Roll        | DVD   | Conseillère municipale de Guewenheim  |
| 03 |           | Francis Conrad   | DVD   | Conseiller municipal de Neuf-Brisach  |
| 04 |           | Erica Kuppek     | DVD   | Conseillère municipale de Bantzenheim |
|    |           |                  |       |                                       |
| 05 |           | Bernard Raillard | DVD   | Conseiller municipal de Bantzenheim   |
| 06 |           | Julie Haberer    | DVD   |                                       |

### Les Républicains
| N° | Candidats | Candidats         | Parti | Principales fonctions                                      |
| -- | --------- | ----------------- | ----- | ---------------------------------------------------------- |
| 01 |           | Christian Klinger | LR    | Maire de Houssen                                           |
| 02 |           | Sabine Drexler    | DVD   | Conseillère départementale, adjointe au maire de Durmenach |
| 03 |           | Alain Couchot     | LR    | Conseiller départemental, adjoint au maire de Mulhouse     |
| 04 |           | Josiane Bossert   | LR    | Adjointe au maire de Cernay                                |
|    |           |                   |       |                                                            |
| 05 |           | Maxime Beltzung   | LR    | Maire de Masevaux-Niederbruck                              |
| 06 |           | Stéphanie Gerteis | DVD   | Adjointe au maire de Saint-Louis                           |

### Rassemblement national
| N° | Candidats | Candidats                           | Parti | Principales fonctions            |
| -- | --------- | ----------------------------------- | ----- | -------------------------------- |
| 01 |           | Bertrand Pauvert                    | LDP   | Conseiller municipal de Mulhouse |
| 02 |           | Marie-Hélène de Lacoste Lareymondie | RN    | Conseiller régional              |
| 03 |           | Denis Pint                          | RN    | Conseiller municipal de Kembs    |
| 04 |           | Christelle Ritz                     | RN    | Conseiller municipal de Mulhouse |
|    |           |                                     |       |                                  |
| 05 |           | Christian Zimmermann                | RN    | Conseiller régional              |
| 06 |           | Katia Di Léonardo                   | RN    |                                  |

## Résultats
| Tête de liste                                                                             | Tête de liste            | Liste                                 | Voix  | %     | Sièges |  |
| ----------------------------------------------------------------------------------------- | ------------------------ | ------------------------------------- | ----- | ----- | ------ |  |
|                                                                                           | Christian Klinger        | Les Républicains                      | 628   | 32,45 | 2      |  |
| Majorité alsacienne 68                                                                    |                          |                                       | 628   | 32,45 | 2      |  |
|                                                                                           | Patricia Schillinger     | Divers centre (LREM - Agir)           | 573   | 29,61 | 2      |  |
| L'Alsace au cœur : la voix des territoires                                                |                          |                                       | 573   | 29,61 | 2      |  |
|                                                                                           | Christian Debève         | Divers droite (MR - LR)               | 221   | 11,42 | 0      |  |
| L'Alsace au Sénat - Les centristes alsaciens                                              |                          |                                       | 221   | 11,42 | 0      |  |
|                                                                                           | Yann Flory               | Europe Écologie Les Verts (MÉI - G·s) | 196   | 10,13 | 0      |  |
| L'écologie, notre avenir a tous                                                           |                          |                                       | 196   | 10,13 | 0      |  |
|                                                                                           | Antoine Homé             | Parti socialiste                      | 171   | 8,84  | 0      |  |
| L’Alsace en commun                                                                        |                          |                                       | 171   | 8,84  | 0      |  |
|                                                                                           | Bertrand Pauvert         | Rassemblement national (LDP)          | 88    | 4,55  | 0      |  |
| Liste localiste présentée par le Rassemblement national pour le rééquilibrage territorial |                          |                                       | 88    | 4,55  | 0      |  |
|                                                                                           | Jean-Georges Trouillet   | Régionaliste (UL)                     | 50    | 2,58  | 0      |  |
| Pour l'Alsace - Fer's Elsass                                                              |                          |                                       | 50    | 2,58  | 0      |  |
|                                                                                           | Guillaume Sevin          | Divers droite                         | 8     | 0,41  | 0      |  |
| Fiers de l'Alsace - 68                                                                    |                          |                                       | 8     | 0,41  | 0      |  |
|                                                                                           |                          |                                       |       |       |        |  |
| Votes valides                                                                             | Votes valides            | Votes valides                         | 1 935 | 98,07 |        |  |
| Votes blancs                                                                              | Votes blancs             | Votes blancs                          | 19    | 0,96  |        |  |
| Votes nuls                                                                                | Votes nuls               | Votes nuls                            | 19    | 0,96  |        |  |
| Total                                                                                     | Total                    | Total                                 | 1 973 | 100   | 4      |  |
| Abstention                                                                                | Abstention               | Abstention                            | 25    | 1,25  |        |  |
| Inscrits / participation                                                                  | Inscrits / participation | Inscrits / participation              | 1 998 | 98,75 |        |  |